# Georg Wagener (Politiker, 1802)
Johann Karl Georg Ludwig Wagner (auch Johann Carl Georg Ludwig Wagener) (* 28. Januar 1802 in Goddelsheim; † 29. März 1859 ebenda) war ein deutscher Ökonom und Politiker.
Wagener war der Sohn des Landstands und Rittergutsbesitzers Johann Georg Wagener (1769–1833) und dessen Ehefrau Anna Maria, geborene Göbel († 1822). Er heiratete am 1. März 1835 in Goddelsheim Hermine Maria Luise Friederike Sude (1808–1875). Wagener war Ökonom und Richter bzw. Bürgermeister in Goddelsheim. Er war Besitzer des Rittergutes Reckenberg.
1848 war er Landstand und von 1852 bis 1855 Abgeordneter im Landtag des Fürstentums Waldeck-Pyrmont. Er wurde im Wahlkreis Kreis des Eisenbergs gewählt.